# Reagrupamiento

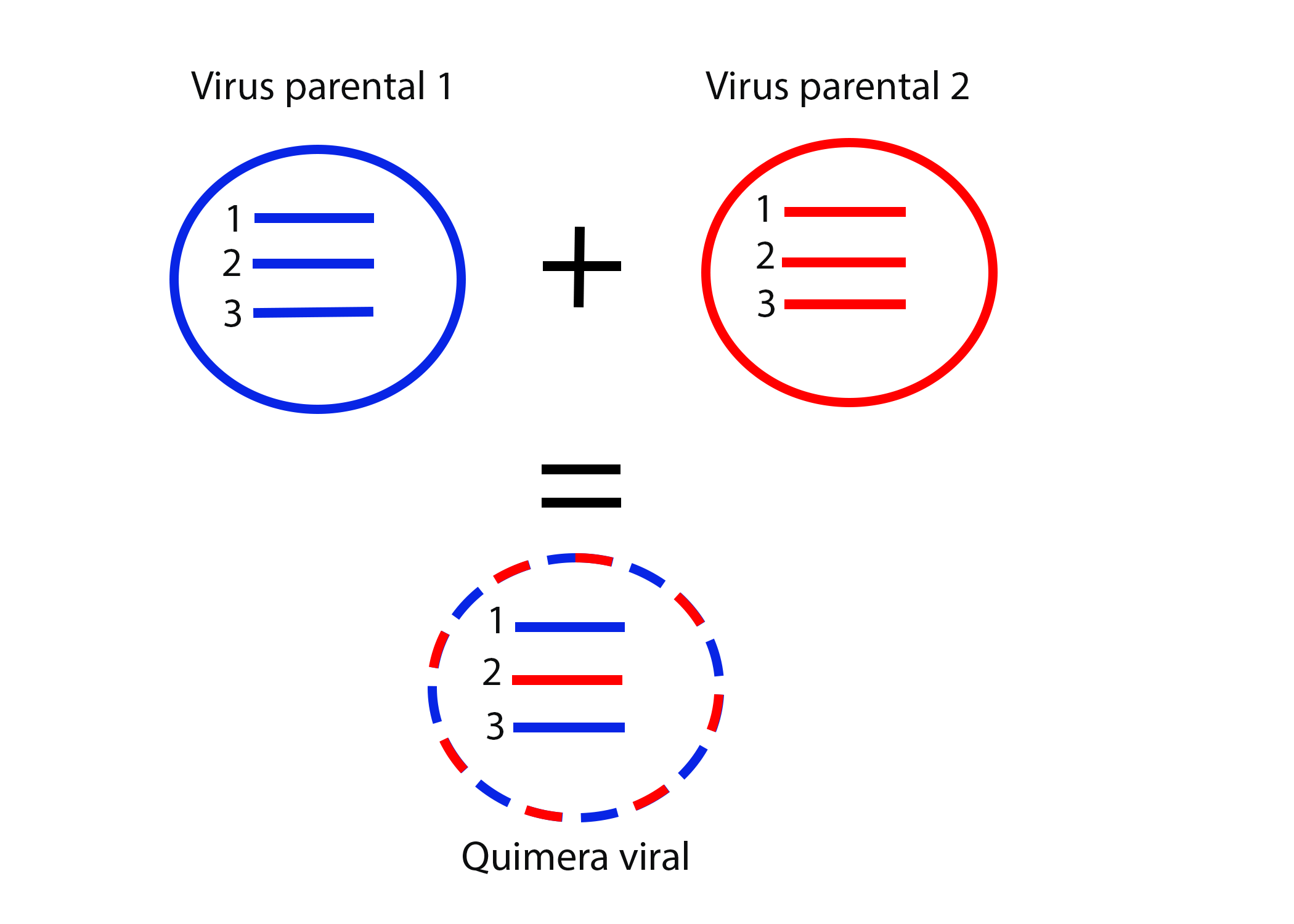
Ejemplo de reordenamiento entre dos virus de ARN segmentado con 3 segmentos cada uno. Podemos ver como el resultado de este proceso es una quimera viral con segmentos compartidos de los padres.

El reagrupamiento (también conocido como reordenamiento) es el intercambio de moléculas completas de ARN entre virus genéticamente relacionados con genomas segmentados. Específicamente, cuando dos o más virus infectan una única célula huésped, empaquetan los segmentos del genoma de cada uno en un virión naciente, produciendo así una progenie híbrida. Varios procesos diferentes contribuyen al reagrupamiento, incluidos la diversidad de cromosomas y los intercambios cromosómicos. Para que se pueda dar este proceso debe de haber compatibilidad genética entre cepas parentales, lo cual ocurre en forma de señales de empaquetamiento conservadas, y el mantenimiento de interacciones entre ARN y proteínas. En particular, el reagrupamiento se produce entre virus de ARN segmentado como lo son los virus de influenza (familia Orthomyxoviridae), rotavirus (familia Reoviridae) y bunyavirus (familia Bunyaviridae). Los virus de ARN son unos de los virus más seguidos y estudiados gracias a las potenciales ventajas que la técnica del reagrupamiento les confiere, esta técnica puede crear descendencia viral que contenga genes derivados de más de un progenitor, potencialmente otorgando importantes ventajas o desventajas de aptitud al virus descendiente, como la capacidad de evadir la respuesta inmune del huésped o adquirir resistencia a antivirales e inclusive puede permitir a los virus infectar nuevas especies hospedadoras.Un claro ejemplo de esto último son los virus de influenza aviar H9N2, estos virus han circulado en aves de corral por varias décadas y presentan una gran diversidad genética que favorece la infección en humanos por frecuentes eventos de reagrupamiento que ha tenido a lo largo del tiempo, especificcamente se ha demostrado que tienen afinidad por receptores humanos y genes internos adaptados para la replicación eficiente en mamíferos.
Para que ocurra el reagrupamiento, los virus deben encontrarse en múltiples escalas. Primero deben infectar al mismo huésped y al mismo tejido dentro de ese huésped. Luego, los virus inoculados o su progenie deben juntarse dentro de la misma célula. Finalmente, los genomas virales coinfectantes deben mezclarse dentro de la célula coinfectada, y los segmentos replicados deben coempaquetarse, procesos que pueden estar limitados por la compartimentación de la replicación viral y la selectividad de la incorporación del genoma, respectivamente. Cuando se cumplen todos estos criterios, los virus progenie de genotipos virales tanto recombinantes como parentales emergerán de la célula.
En teoría, la coinfección no necesariamente conduce al reagrupamiento. La eficiencia del reagrupamiento dentro de una célula coinfectada depende de (i) la medida en que la replicación viral está compartimentada dentro de la célula y (ii) la rigurosidad del empaquetamiento del genoma y la compatibilidad de las señales de empaquetamiento entre los virus coinfectantes.

El primero de estos factores determina el nivel de mezcla entre los genomas virales coinfectantes, mientras que el segundo dicta si los segmentos derivados de cepas parentales diferentes pueden ser coempaquetados en partículas virales nacientes o no.

Esquema del proceso de reagrupamiento mediante técnicas de laboratorio para generar virus reordenantes de manera intencional y controlada

Los orígenes de los segmentos de ARN de la progenie viral derivada de un reordenamiento pueden deducirse mediante varias técnicas, algunas de ellas son a partir de sus patrones de migración durante la electroforesis en gel o mediante hibridación de ácidos nucleicos. Al analizar un panel de tales recombinantes, se puede identificar el segmento responsable del fenotipo.Por otro lado tenemos a la homología persistente que es una herramienta derivada de la topología algebraica la cual permite encontrar transferencias horizontales entre diferentes individuos de un linaje taxonómico,en este caso nos puede ayudar a encontrar los orígenes de los segmentos de ARN de una manera más rápida que con los métodos anteriores, aunque su desventaja es que no te entrega resultados tan detallados como con los métodos anteriormente mencionados.  

### Beneficios evolutivos del reagrupamiento
Algunas teorías sugieren que el reagrupamiento de segmentos en virus de ARN pudo haber evolucionado como un mecanismo para reducir la carga mutacional.  Los grupos de co-infección, compuestos por partículas virales que en conjunto contienen el genoma viral completo, serían análogos a individuos y el intercambio de segmentos entre estos grupos promovería la mixis genética.
Además, las tasas de mutación durante la replicación del ARN son extremadamente altas, del orden de {\displaystyle 10^{-4}} errores por nucleótido, lo que genera una acumulación de mutaciones deletéreas, que se podría traducir como una fuerte presión mutacional que favorecería la evolución del reordenamiento.
Se propone que el reagrupamiento actúa de manera análoga al sexo en organismos superiores, permitiendo la recombinación entre genomas virales. Si las mutaciones deletéreas interactúan de manera sinérgica (el efecto conjunto es mayor que la suma de los efectos individuales), entonces el reagrupamiento permite generar progenie con menor carga mutacional al combinar segmentos con pocas mutaciones. Esto les conferiría una ventaja selectiva frente a virus que se replican de manera puramente asexual.
Otro argumento utilizado para ver el reagrupamiento como un mecanismo de evolución es que para que persistan los virus de ARN multipartitos, la selección debe actuar no sólo sobre las moléculas de ARN individuales sino también sobre los grupos de co-infección como un todo. Los modelos poblacionales muestran que sin selección a nivel de grupos de co-infección para contrarrestar la presión mutacional y la selección sobre los ARN, los virus multipartitos serían desplazados por ARN virales parásitos especializados en replicación y encapsidación.

### Surgimiento de nuevos virus mediante el reagrupamiento
Aunque usualmente es deletéreo, el reagrupamiento es muy importante en la historia evolutiva de muchos virus segmentados, debido a las raras ocasiones en que un virus reagrupado tiene éxito a escala poblacional.
Uno de estos virus creado mediante reagrupamiento es el virus Ngari, un Orthobunyavirus recientemente reconocido como un reagrupamiento entre el virus Bunyamwera y un donante del segmento M aún no identificado. Aunque se cree con un alta probabilidad que el virus Batai es el donante de la secuencia del segmento M del virus Ngari.
Otro ejemplo es el virus el virus Jatobal ya que posee el segmento S muy similar al de Oropouche, pero su segmento M es distinto, sugiriendo que es un reagrupamiento que obtuvo el segmento S de Oropouche.De manera similar, el virus Iquitos combina los segmentos S y L de Oropouche con un segmento M de un orthobunyavirus desconocido.

### Importancia en salud pública
El reagrupamiento ha sido responsable de la generación de nuevas cepas pandémicas a lo largo de la historia.Los virus causantes de las pandemias de influenza de 1957 y 1968 surgieron por el reagrupamiento entre virus humanos y aviares, mientras que el virus H1N1, responsable del brote de gripe porcina en 2009, tiene una combinación inusual de secuencias genéticas de gripe porcina, aviar y humana.
Un evento destacado de reagrupamiento viral fue el surgimiento del virus de influenza aviar H5N1 altamente patogénico que infectó a humanos en Hong Kong en 1997. Análisis genéticos y filogenéticos sugieren que este virus adquirió sus genes internos de un virus H9N2 de codorniz Qa/HK/G1/97, mientras que el gen de la hemaglutinina (HA) probablemente provino de un virus H5N1 de ganso.La cocirculación de virus H9N2 y H5N1 en aves de corral en los mercados de Hong Kong proporcionó las condiciones ideales para el reagrupamiento. Se postula que el virus Qa/HK/G1/97 (H9N2) o uno de sus precursores donó sus genes internos al virus H5N1, el cual posteriormente adquirió un gen HA de un virus H5N1 de ganso, dando origen al virus reordenante altamente patogénico.
Otro caso notorio de reagrupamiento fue el ocurrido en marzo del 2013, donde en China se dieron a conocer 3 nuevos casos de una variante de influenza tipo A nunca antes vista, poco tiempo después se descubrió que estaban infectados con el virus de la influenza A de origen aviario (H7N9).Análisis posteriores mostraron que por lo menos dos etapas de recombinaciones secuenciales que involucraron virus donantes H9N2 distintos en diferentes hospedadores tuvieron que haber ocurrido para que esta nueva variante haya surgido. Se cree que el primer reagrupamiento probablemente ocurrió en aves silvestres, mientras que el segundo en aves domésticas en el este de China a principios de 2012. Este fue el primer caso de la variante H7N9 detectada en humanos.Esto demuestra la constante amenaza zoonótica que representan los reagrupamientos de influenza en reservorios animales.
La vigilancia epidemiológica y caracterización de eventos de reagrupamiento es clave para la preparación ante futuras pandemias de influenza y otras enfermedades emergentes causadas por virus de ARN segmentados. Comprender los mecanismos y consecuencias evolutivas del reordenamiento viral es un área activa de investigación con importantes implicancias para la salud pública global.